# Motif ERDL
Le motif LRE est un motif de camouflage mis au point par l'armée de terre des États-Unis dans le Engineer Research & Development Laboratories (ERDL) en 1948. Il n'a pas été utilisé par les unités d'élite de reconnaissance et d'opérations spéciales avant le début de 1967, pendant la guerre du Viêt Nam,,.
Le modèle se compose de 4 couleurs imprimées dans une configuration imbriquée.

## Description
Le modèle a été initialement produit dans un coloris à dominante de chaux, composée de grandes formes organiques de couleur verte et brune, des branches noires, et des feuilles vert clair. Peu de temps après, un schéma à dominante marron (avec le vert clair remplacé par du brun clair) a été fabriqué. Les deux motifs sont également connus sous les noms respectifs de motifs ERDL « Lowland » et « Highland ».

## Histoire
Le corps des Marines des États-Unis (USMC) a adopté la version brun « Highland » comme standard à partir de 1968, et plus tard l'armée de terre américaine l'a introduit à grande échelle en Asie du Sud. Une troisième variante, appelée « Delta » aurait été utilisée dans la région du delta du Mékong du Sud Vietnam, au début des années 1970. À la fin de la guerre du Viêt Nam, les troupes américaines avaient une tenue de combat camouflée en dotation standard. Le camouflage ERDL « Delta » a le même motif que le « Highland », mais le noir des « branches » semblent plus épais et moins détaillé.
L'uniforme de combat à motif ERDL avait une coupe identique à l'uniforme de jungle Olive Drab (OD) ; il a été produit en parallèle.
Après le retrait de l'armée américaine du Vietnam en 1973, l'armée ne fournit plus systématiquement des treillis camouflés. Le 1er bataillon du 13e régiment d'infanterie portait le camouflage ERDL comme une expérience au début des années 1970 à Baumholder, en Allemagne. L'USMC a continué à porter le motif ERDL « Delta », qui est devenu la dotation standard au milieu des années 1970. Il devait être utilisé pour équiper le Rapid Deployment Force (en) (RDF), pour les missions en milieu tropical.
Ce n'est qu'en 1981 que l'armée a approuvé un autre motif de camouflage pour les uniformes. Cette année, elle a officiellement présenté l'uniforme de combat (Battle Dress Uniform - BDU) avec le motif M81 Woodland, une version élargie et légèrement modifiée du motif ERDL, qui équipera l'ensemble des forces armées des États-Unis. Les derniers lots d'uniforme ERDL ont servi durant l'opération Eagle Claw, à Beyrouth et pendant l'invasion de la Grenade.

### Types de vêtements, modèles et utilisation en Asie du Sud-Est (1967-72)
Le motif ERDL a été utilisé pour les vêtements officiels et non officiels de l'armée américaine en Asie du Sud-Est (Southeast Asia - SEA), dans les versions terrestres et aériennes, de 1967 jusqu'à la fin de la guerre. Au début de la production de l'ERDL, des problèmes se sont posés en raison du glissement des rouleaux, ce qui a entraîné des incohérences dans les motifs imprimés.
Sur les vêtements officiels de combat terrestre, le motif ERDL a été appliqué pour la première fois au troisième modèle de l'uniforme de combat tropical vers 1967, et a été imprimé sur une matière textile légère en popeline de coton. Cet uniforme en popeline a été très éphémère, mais il a été utilisé au combat en SEA par diverses unités d'opérations spéciales américaines et quelques autres unités. Peu de temps après, le motif ERDL a été imprimé sur une matière textile standard en coton ripstop. Cette version de l'uniforme de combat tropical en coton rip-stop ERDL a donc été largement utilisée en Asie du Sud-Est après 1968, par des unités d'opérations spéciales et des unités régulières, en particulier lorsque les opérations de combat terrestre se sont poursuivies tout au long de la guerre jusqu'à la fin de l'année 1972.
En ce qui concerne les vêtements de combat officiels pour l'aviation, le motif ERDL a été utilisé sur les combinaisons de vol de type K-2B de l'US Air Force (USAF), dans une version en popeline de coton. Les combinaisons ERDL de l'USAF ont été utilisées en SEA de 1967 à 1969, avant d'être remplacées par des combinaisons en Nomex en 1970. L'US Navy a également produit un vêtement d'aviation ERDL officiel dans son modèle MIL-C-5390G, en coton sergé. Ces combinaisons ERDL de la Navy n'ont été que très peu utilisées par la SEA entre 1967 et 1968, car les combinaisons en Nomex étaient déjà utilisées.
Le motif ERDL a été copié et utilisé par les fabricants américains de textiles commerciaux à la fin des années 1960, et appliqué à divers vêtements de camouflage commerciaux destinés à la chasse ou à un usage militaire non officiel. Certains vêtements ERDL commerciaux ont été fabriqués en popeline de coton, tandis que d'autres ont été confectionnés en coton ripstop standard. De nombreux exemples de vêtements ERDL commerciaux de l'époque ont été fabriqués selon un modèle reflétant les uniformes OG-107 standard, avec une chemise standard rentrée et un pantalon conventionnel. Ces vêtements commerciaux ERDL de type OG-107 ont été utilisés au combat en SEA, notamment par les aviateurs de l'U.S. Navy à bord de jets tactiques en 1968. Certains aviateurs de l'USAF ont également acheté des vêtements ERDL fabriqués localement sur mesure pour le combat et le repos. En outre, certains uniformes de combat tropicaux ont été confectionnés par des tailleurs locaux dans le matériau ripstop de l'ERDL, ce qui était particulièrement utile lorsqu'une mission classifiée nécessitait l'utilisation de vêtements et d'équipements "aseptisés" ou "stériles".

## Utilisateurs
- Australie - Les SASR ont utilisé le camouflage ERDL pendant la guerre du Viêt Nam.
- République tchèque - Les forces armées tchèques utilisent une version modifiée du camouflage ERDL, connue sous le nom de Woodland pattern vz.95.
- Myanmar
- Hong Kong - Force de réaction rapide de  la Hong Kong Police Force.
- Nouvelle-Zélande - Les SAS néo-zélandais ont utilisé le camouflage pendant la guerre du Viêt Nam.
- Nicaragua - Les commandos EEBI de la garde nationale en 1968-1979.
- Philippines - Forces armées des Philippines.
- Singapour - Les forces armées de Singapour ont récemment mis en œuvre un uniforme à camouflage digital qui a remplacé le camouflage ERDL.
- Viêt Nam du Sud - Plusieurs unités de ARVN ont acquis des surplus ERDL.
- Espagne
- Taïwan
- Thaïlande - Diverses unités thaï utilisaient le camouflage ERDL. La Thaïlande fabriquait également des lots pour les forces américaines.
- Tonga
- États-Unis
  - US Air Force - Utilisé par les troupes au sol et par des pilotes sous les combinaisons anti-G au lieu de combinaisons de vol car très utile dans l'environnement jungle lorsqu'ils étaient abattus.
  - US Army - L'ERDL a été le remplaçant du camouflage rayures de tigre pour les forces spéciales américaines, mais dont la dotation a finalement été généralisée.
  - US Marines - L'ERDL a été donné aux unités de reconnaissance des Marines.
  - US Navy - Le camouflage a équipé principalement les Navy SEALS et les Master-at-Arms (en) et est encore en dotation dans les Seabees.
- Venezuela

## Galerie

Motif de camouflage ERDL "basses terres" à dominante verte
Motif de camouflage ERDL "hautes terres" à dominante brune
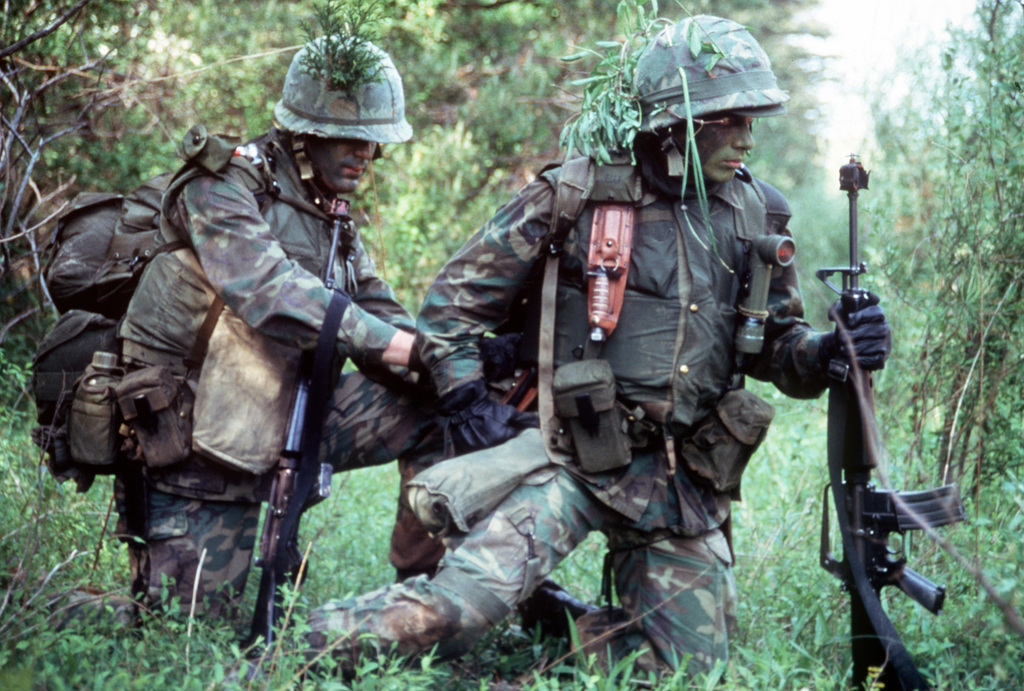
Vue rapprochée d'un aspirant officier des Marines prêt au combat qui vérifie le sac à dos d'un autre aspirant. Tous deux portent de la peinture de camouflage sur le visage. Les marines sont des élèves de l'école de base pour l'entraînement au combat des officiers de marine.
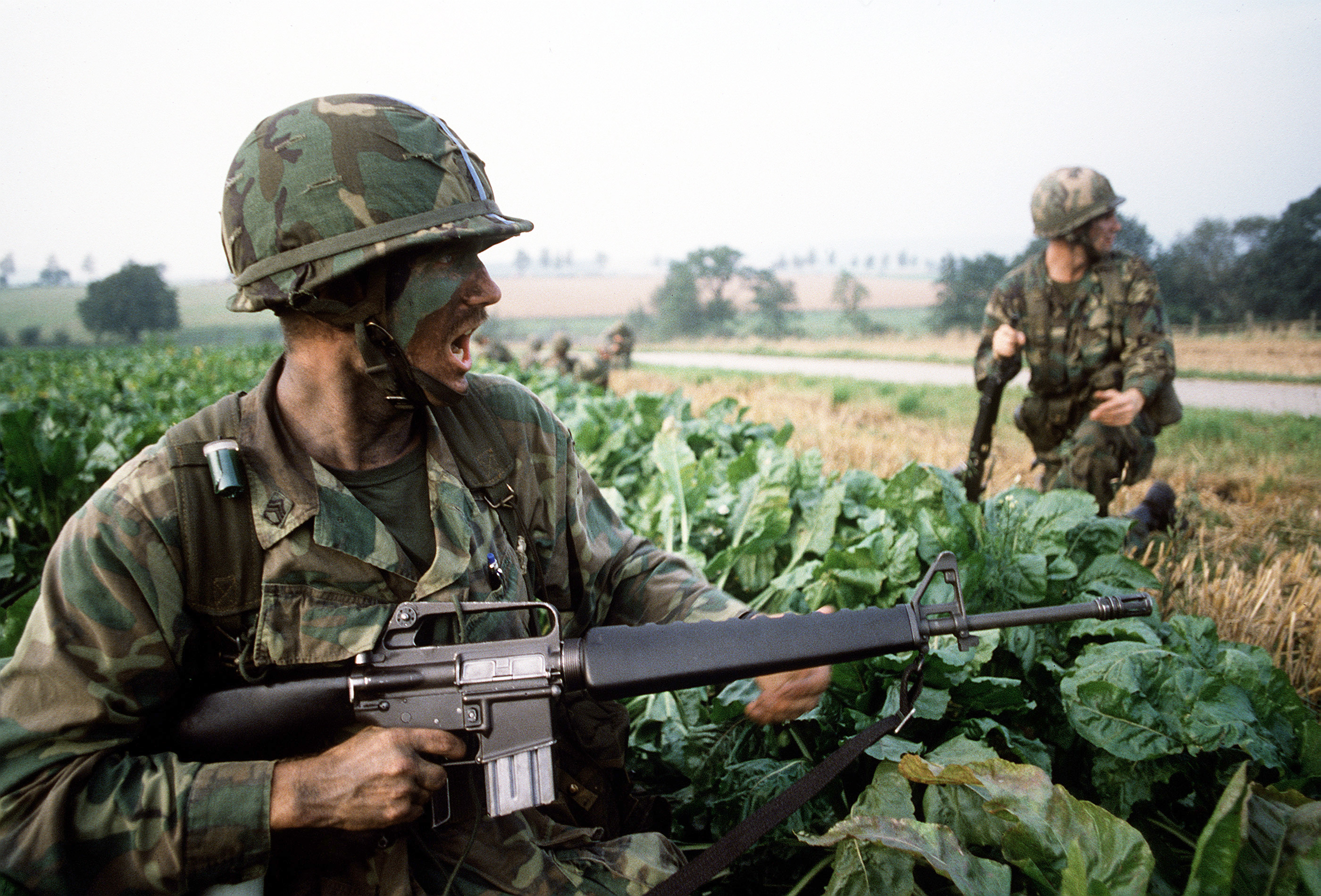
Les membres de l'équipe de contrôle du combat commencent leur entraînement sur le terrain après avoir été parachutés d'un avion C-141 Starlifter. Les aviateurs sont affectés à la 317e escadre aérienne tactique, qui participe à l'exercice Reforger '80.

## Source
- (en) Cet article est partiellement ou en totalité issu de l’article de Wikipédia en anglais intitulé « ERDL pattern » (voir la liste des auteurs).